# محمد شنگزر
محمد شنگزر (انگلیسی: Muhammed Şengezer؛ زادهٔ ۵ ژانویهٔ ۱۹۹۷) بازیکن فوتبال اهل ترکیه است.
از باشگاه‌هایی که در آن بازی کرده‌است می‌توان به باشگاه فوتبال بورسااسپور اشاره کرد.
وی همچنین در تیم ملی فوتبال زیر ۲۱ سال ترکیه بازی کرده‌است.